# Banánsör
A banánsör banánpüré erjesztésével készült alkoholos ital. A vadélesztő forrásaként cirkot, kölest vagy kukoricalisztet adnak hozzá. Alkoholtartalma 5-6%.

## Etimológia
Ugandában a banánsör mubisi, a Kongói Demokratikus Köztársaságban kasiksi, Kenyában urwaga, Ruandában és Burundiban pedig urwagwa néven ismert.

## Háttér
Ugandában mwenge bigere néven csak banánból és cirokból készítenek hasonló terméket.  Megtalálható még kasiksi, nokrars, rwabitoke, urwedensiya, urwarimu és milinda kaki néven is.

## Termelés
A banánsör érett kelet-afrikai hegyvidéki banánból készül. A banán érésének felgyorsítása érdekében gödröt ásnak a földbe, azt szárított banánlevéllel bélelik ki, amelyet aztán felgyújtanak. Friss banánleveleket fektetnek rájuk, majd az éretlen banánt. Ezeket aztán több friss banánlevél és pszeudoszár fedi. 4-6 nap után a banán elég érett lesz. Ez a módszer csak szárazabb évszakokban működik. Az esős évszakokban a banánt úgy érlelik, hogy tűzhöz közel helyezik.
A banánsörhöz kétféle banánt használnak: a fanyarabb ízű igikashit és az enyhébb ízű igisahirát. A banánsörkeverék egyharmada igikashiból és kétharmada igisahirából készül. Miután megérett, a banánt meghámozzák. Nem elég érettek, ha nem lehet kézzel pucolni. Hámozás után a banánt puhára gyúrják. A levet ezután leszűrik, hogy tiszta banánlevet kapjanak, amelyet ezután vízzel hígítanak. A cirkot ledarálják, enyhén megpirítják, majd a levéhez adják. Ezt a keveréket hagyják 24 órán át erjedni, majd leszűrik.
Szűrés után a sört üveg- vagy műanyag palackokba csomagolják. A kereskedelmi termelés során a sört először pasztőrözhetik a csomagolás előtt, hogy leállítsák az erjedését és meghosszabbítsák a tarthatóságát.

## Fajtái
Tanzániában kapható egy mbge nevű banánsör, amelyet ma is hagyományos módon főznek.
A kereskedelmi márkák a következők:
- Mongozo banánsör
- Raha
- Agashya

## Fordítás
Ez a szócikk részben vagy egészben  a   Banana beer című angol Wikipédia-szócikk ezen változatának fordításán alapul.  Az eredeti cikk szerkesztőit annak laptörténete sorolja fel. Ez a jelzés csupán a megfogalmazás eredetét és a szerzői jogokat jelzi, nem szolgál a cikkben szereplő információk forrásmegjelöléseként.